# The Eaters of Light
The Eaters of Light (traducido como Los Devoradores de Luz) es el décimo episodio de la décima temporada de la serie británica de ciencia ficción Doctor Who. Está escrito por Rona Munro y fue transmitido el 17 de junio de 2017, por el canal BBC One. Munro escribió previamente Supervivencia, cuarto y último serial de la 26ª temporada de la serie y la última historia de la serie clásica, convirtiéndose en la única guionista hasta la fecha, en haber trabajado en las etapas clásica y moderna de la serie. El episodio recibió críticas mixtas de los críticos de televisión.
El Doctor (Peter Capaldi) lleva a Bill (Pearl Mackie) y a Nardole (Matt Lucas) a la Escocia del siglo II a. C. para resolver sus diferentes teorías acerca de qué le sucedió a la IX Legión del ejército romano para desaparecer. Cuando llegan, sin embargo, se encuentran con una amenaza alienígena de otra dimensión que puede ser la razón detrás de la desapación, pero es una amenaza mucho mayor que cualquier ejército.

## Argumento
El Doctor y Bill, están en desacuerdo sobre el final de la IX Legión del ejército romano, así que viajan en el TARDIS junto con Nardole al siglo II a. C. en Escocia para probar que el otro está equivocado. Mientras que Bill sigue su propio camino para encontrar a la Legión, el Doctor y Nardole buscan sus cadáveres.
Bill se encuentra con algunos de los soldados de la legión escondido bajo tierra, donde se da cuenta de que la TARDIS la está ayudando a traducir su idioma. Los soldados se esconden de un "Devorador de Luz" que parece atraído por cualquier fuente de luz, matando a los que encuentra a su paso. Mientras tanto, el Doctor y Nardole descubren los cadáveres sin huesos del resto de la Legión. Más tarde se encuentran con una tribu picta que guarda un cairn y esperan a Kar, su líder y el "Guardián de la Puerta". El Doctor entra con impaciencia al cairn, pasando por un portal interdimensional lleno de criaturas use alimentan de una fuente de luz. Sale del portal segundos más tarde, pero al verse con Nardole le dice que ha estado dos días dentro. Kar explica que en cada generación, un nuevo guerrero entraba por la puerta del cairn y luchaba contra el "Devorador de Luz" para que no pudiese escapar, pero con la invasión del ejército romano, se permitió a uno escapar para luchar contra ellos. El doctor le advierte que, a menos que puedan devolver a la criatura de nuevo en el portal y cerrarla, más de su especie escapará y consumirá el sol y todas las estrellas en el universo.
Bill lleva a la legión superviviente lejos de la criatura y termina cerca del cairn, reuniéndose con el Doctor y Nardole. Los romanos y los pictos coinciden en que su disputa es infantil dada la amenaza de la criatura. El Doctor elabora un plan para atraer al "Devorador de Luz" de regreso al portal durante con luz del día. Una vez que la criatura está atrapada, el Doctor les dice que alguien necesita permanecer dentro del portal hasta que el sol se apague para evitar que la criatura se escape, pero como la vida humana es demasiado corta, se prepara para entrar en el portal, ya que su fisiología de Señor del Tiempo y las habilidades regenerativas lo protegerán. Bill le deja fuera de juego, mientras Kar y el resto de la IX Legión se sacrifican como una unión para detener a las criaturas, a pesar de las objeciones del Doctor.
Con el portal cerrado, los pictos restantes honran la memoria de Kar en un monumento megalítico y enseñando a los cuervos a decir su nombre, que Nardole observa continúa hasta nuestros días. De vuelta en la TARDIS, Missy espera su regreso, para la sorpresa de Bill y Nardole.

### Continuidad
- Nardole menciona al Mary Celeste a los seguidores de Kar como un ejemplo de personas desaparecidas misteriosamente. Una posible explicación para la desaparición de la tripulación fue mostrada en la historia del Primer Doctor "La caza" cuando los Daleks abordan el barco y asustan a la tripulación, que deciden saltar al agua.[1]

- En este episodio se vuelve a hacer referencia al sistema de traducción de la TARDIS. Bill se pregunta por qué el ejército romano no habla latín, pero sí inglés. Sarah Jane Smith se lo preguntó al Doctor en el episodio "La mascarada de Mandragora" y Donna Noble lo descubrió en el episodio "Los fuegos de Pompeya".

## Producción
La lectura de "Los Devoradores de Luz" fue el 12 de octubre de 2016. El rodaje tuvo lugar, del 2 de noviembre de 2016 y al el 22 de noviembre.

### Escritura
Moffat anunció en octubre de 2016, que un guionista que ya había trbajado durante la etapa clásica iba a volver a escribir un episodio, confirmó más tarde que se trataba de Rona Munro, escribió previamente Supervivencia, cuarto y último serial de la 26ª temporada de la serie y la última historia de la serie clásica. convirtiéndose en la única guionista hasta la fecha, en haber trabajado en las etapas clásica y moderna de la serie.

## Emisión y Recepción

### Emisión
El episodio fue visto por 2.89 millones de espectadores de la noche a la mañana, la calificación más baja de la serie en su historia, después de la calificación de "La mentira de la Tierra", que fue vista por 3.01 millones de espectadores durante la noche. Sin embargo, en comparación con otros programas que se emitieron en la misma noche, a Doctor Who le fue relativamente bien con una cuota del 22%.  El episodio recibió 4,73 millones de visitas en general.

### Recepción
"Los Devoradores de Luz" recibió críticas variadas de los críticos de televisión, y la opinión colectiva del episodio fue citada como "sólida, si fallada".  El episodio actualmente tiene una puntuación de 100% en Rotten Tomatoes.
Alasdair Wilkins, del The A.V. Club, dio al episodio un grado de B +, elogiando a la veterana escritora Rona Munro por su guion, y cómo "mezcla hábilmente lo político y lo personal", específicamente sobre el uso del ejército romano y la complejidad de los personajes de los soldados. Declaró cómo el episodio se sentía como un retroceso a una era diferente de la serie, ya que Munro es la primera escritora de la era clásica que ha vuelto a escribir para la era moderna. Sentía que las críticas del episodio anterior también se aplicaban a este episodio, a la luz de la sensación "retro" del episodio. Wilkins sentía que el episodio era "extraño", de una manera positiva, y que tenía una "atmósfera tremenda y distintiva".
Kathleen Wiedel de TV Fanatic dio al episodio 3,3 estrellas sobre 5. Se consideraron que era un episodio sólido con mucho para disfrutar en términos de la historia, incluyendo la inclusión de Nardole con los nativos, de hablar de los cuervos al Doctor, y Bill y su realización con la TARDIS y su capacidad de traducir. Comentó sobre lo predecible de lo que sucedería cuando el Doctor dijo que iba a custodiar el portal y cómo los espectadores se esperaban que los personajes secundarios tomaría su lugar en el portal.
Scott Collura de IGN le dio al episodio una puntuación de 8,3. Alabó especialmente al equipo de apoyo de los romanos y escoceses, y la forma en que fueron una mejora en comparación con el elenco y los personajes más débiles de los episodios anteriores de la serie. Collura comentado la diversión de la conversación entre Bill y Lucio respecto a sus intenciones románticas, y la chica , Kar, con su dolor y antecedentes de haber perdido todo. Se refirió a la forma de mezclar los personajes secundarios, el "monstruo exagerado", y el factor independiente del episodio contribuyeron a una mejor episodio de una serie algo fácil de olvidar.
Patrick Mulkern de Radio Times de nuevo le dio al episodio una puntuación perfecta, llamar al guion "bien escrito". Indicó que la "autorria" de Munro fue el aspecto más gratificante del programa en su conjunto, y lo bien que se había adaptado la historia de un mito "recuerda a medias". Comparó una gran parte del episodio de Supervivencia, episodio de Munro de la época clásica, incluyendo "adolescentes corriendo salvajemente y sin ayuda de un adulto y en última instancia se convierten en una elegía para una generación de la juventud perdida". Mulkern complementa a Bill en el episodio, especialmente en cuanto a su realización de la traducción de la TARDIS y el debate sobre la sexualidad con los romanos. También complementa la representación del Doctor de Capaldi, y cómo hizo lo que mejor que sabe hacer el Doctor: tomar la autoridad y arrojarse al peligro.